# Smålands runinskrifter 81
Sm 81 är en nu försvunnen medeltida (s 1100-t) putsmålning av kalkputs i Vrigstads gamla kyrka, Vrigstads socken och Sävsjös kommun. Vrigstads gamla kyrka revs 1865 men hade blivit beskriven av C. G. Brunius och avtecknad av C. F. Lindberg och O. Sörling (C. G. Brunius: Konstanteckningar under en resa år 1849, 1851, s. 616) och sedan rivningen hade påbörjats. Runinskriften på väggen var avtecknad av en person, vilken saknade nödvändig bekantskap med runorna. Inskriften »förekom målad å ena väggen» och måttsuppgifter saknas.

## Inskriften
Translitterering av runraden:
[kuþs : srrs-er : eifin : þnita : skref : a keuk ·]
Normalisering till äldre fornsvenska:
Guðs præstr(?) Alfvin(?) þetta skræif a keuk.
Översättning till nusvenska:
Guds präst (?) Älvin (?) skrev detta  på kalken(?).